# 거인 (드라마)
《거인》은 1989년 11월 20일부터 1989년 12월 18일까지 방영된 문화방송 월화 미니시리즈이다.

## 등장 인물
- 임채무 : 지원식 역
- 정성모 : 이동근 역
- 송승환 : 구중빈 역
- 채시라 : 서경주 역
- 홍계일 : 주혁진 역
- 최유리 : 유경옥 역
- 강인덕 : 나정식 역
- 김동주
- 임혁 : 조태진 검사 역
- 조명남
- 김민정
- 견미리 : 서금지 역
- 강미
- 홍민우
- 황일청
- 전국근
- 신명철
- 정대홍
- 강성욱
- 장보규
- 김영인
- 이수찬
- 송영웅
- 한창호
- 윤철형
- 이장훈
- 이승현
- 맹찬재
- 노경주
- 김민정
- 신은경
- 김찬구
- 박성식
- 박세범

## 결방 사유
- 1989년 11월 28일 : 창사 기념 특집 드라마 《타오르는 강》 방영으로 결방

| 문화방송 월화 미니시리즈                   | 문화방송 월화 미니시리즈                   | 문화방송 월화 미니시리즈                        |
| 이전 작품                                  | 작품명                                     | 다음 작품                                       |
| ------------------------------------------ | ------------------------------------------ | ----------------------------------------------- |
| 완장 (1989년 10월 23일 ~ 1989년 11월 14일) | 거인 (1989년 11월 20일 ~ 1989년 12월 18일) | 마당 깊은 집 (1990년 1월 8일 ~ 1990년 1월 30일) |